# اعتلال جاكو المفصلي
اعتلال جاكو المفصلي، هوَ اضطراب مزمن غير قابل للتآكل في المفاصل قد يحدث بعد نوبات متكررة من التهاب المفاصل. يحدث بسبب التهاب المحفظة المفصلية والتراجع الليفي اللاحق، مما يتسبب في انحراف الزندي للأصابع، من خلال خلع جزئي للمفصل المشطي الوعائي، بشكل أساسي من الخاتم والإصبع الصغير. قد تتأثر أيضًا مفاصل القدمين والركبتين والكتفين. يرتبط عادة بالذئبة الحمامية الشاملة، ويحدث في حوالي 5% من جميع الحالات.
عندما يرتبط بالحمى الروماتيزمية، يطلق عليه أيضًا اعتلال المفاصل المزمن بعد الترددات اللاسلكية.

## تقديم

### حالات مرتبطة
كان يعتقد في الأصل أنه مرتبط فقط بالحمى الروماتيزمية، ومنذ ذلك الحين ثبت أنه يحدث أيضًا في مرض الذئبة الحمراء، ومتلازمة شوغرن، وتصلب الجلد، والتهاب الجلد والعضلات، والتهاب المفاصل الصدفي، والتهاب الأوعية الدموية، والتهاب الفقار القسطي، ومرض النسيج الضام المختلط، وداء ترسب بلورات بيروفوسفات الكالسيوم. وهوَ يختلف عن تآكل العظام الذي يرتبط عادة بالتهاب المفاصل الروماتيزمي، ويختلف أيضًا عن اعتلال المفاصل المشوه الخفيف المرتبط بمرض الذئبة الحمراء. كانت هناك أيضًا حالات من التهاب المفاصل الروماتزمي غير الروماتيزمي المرتبط بمرض لايم وفيروس العوز المناعي البشري وعدد من الحالات الأخرى.

## تشخيص
عادة ما تظهر الصور الشعاعية لليد العادية خلع جزئي وزنجي ملحوظ وانحرافًا في المفاصل المشطية الوعائية. يعد غياب التآكل سمة ملحوظة، على الرغم من أنه يمكن ملاحظة تآكل "الخطاف" في بعض الأحيان، وهوَ مشابه لتلك التي تظهر في مرض الذئبة الحمراء والتهاب الفقار اللاصق. قد يكون هناك دليل على ضمور العضلات (الأنسجة الرخوة) أيضًا.

## علاج
ينصب تركيز العلاج على تخفيف الألم والحفاظ على وظائف المفاصل المصابة من خلال استخدام دواء لاستيرويدي مضاد للالتهاب والكورتيكوستيرويدات ومضادات الملاريا والعلاج الطبيعي. الجراحة هي أيضًا إمكانية، مع قطع العظم أو الاستقرار مع سلك كيرشنر داخل النخاع. ومع ذلك، فقد ثبت أنَ نقل الأوتار لا يعمل إلا في 30% من الحالات. سميت الحالة على اسم الطبيب الفرنسي في القرن 19 سيجيسموند جاكود.